# Boloy
Boloy est un village de la commune de Mouanko, dans le département de la Sanaga-Maritime et la région du Littoral au Cameroun. On accède à cette île par la Sanaga, à 12 km de Mouanko.

## Population
En 1967, Boloy comptait 150 habitants, principalement Malimba.